# 高郵市
高郵市（こうゆう-し）は中華人民共和国江蘇省に位置する省直轄の県級市であり、しばらくの間、揚州市の代理管轄下に置かれている。

## 行政区画
- 街道:高郵街道、馬棚街道
- 鎮:竜虬鎮、湯荘鎮、卸甲鎮、三垜鎮、甘垜鎮、界首鎮、周山鎮、臨沢鎮、送橋鎮、車邏鎮
- 民族郷:菱塘回族郷

## 史跡

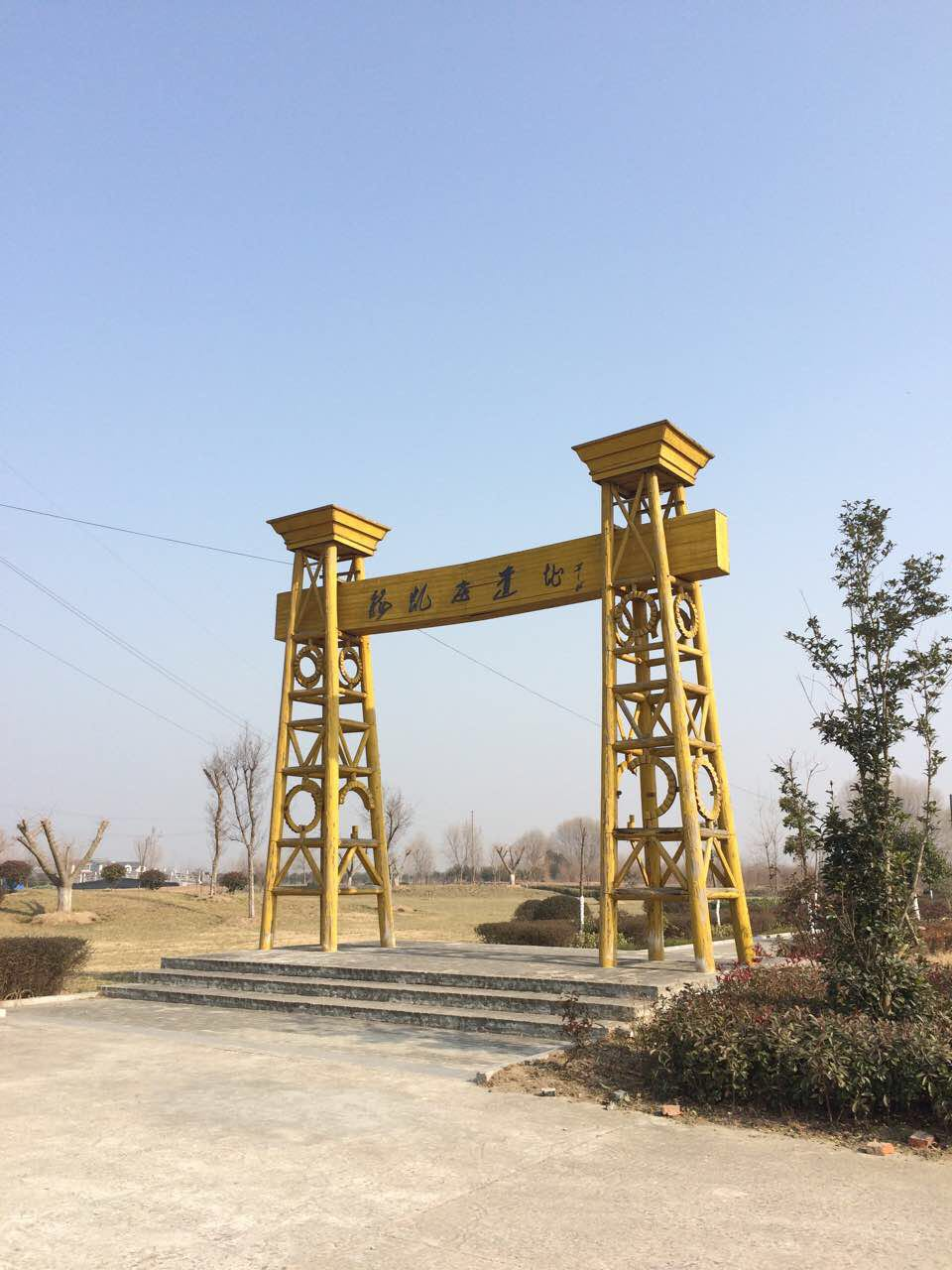
竜虬荘遺跡

- 竜虬荘遺跡 - 約5000～7000年前の新石器時代の古人類文化遺跡。
- 東西双塔（高郵浄土寺塔、鎮国寺塔）
- 盂城駅 - 鉄道ではなく、駅馬車の駅であった。国家AAAA級旅遊景区に指定されている。